# Chrysobatrachus cupreonitens
Chrysobatrachus cupreonitens is een kikker uit de familie rietkikkers (Hyperoliidae). De soort werd voor het eerst wetenschappelijk beschreven door Raymond Ferdinand Laurent in 1951. Het is de enige soort uit het geslacht Chrysobatrachus.

## Uiterlijke kenmerken
De mannetjes van deze soort blijven met een lengte van maximaal 24 millimeter aanzienlijk kleiner dan de tot 35 mm lange vrouwtjes. De kleur is groen met bruin en vele kleine zwarte stipjes, over de gehele bovenzijde is een metaalachtige glans zichtbaar, zoals die ook voorkomt bij een aantal soorten kevers. Volwassen dieren en juvenielen onderscheiden zich niet in kleur en tekening.

## Verspreiding en habitat
Chrysobatrachus cupreonitens komt voor in Afrika en is endemisch in oostelijk Congo-Kinshasa. De habitat bestaat uit hooglanden met een grassige begroeiing, de soort is alleen aangetroffen in graslanden in bergstreken op een hoogte van 2400 tot 3000 meter boven zeeniveau.